# Gieorgij Nikiforow
Gieorgij Konstantinowicz Nikiforow, ros. Георгий Константинович Никифоров (ur. 7 czerwca 1884 w Saratowie, zm. 1939) – rosyjski i radziecki pisarz. W okresie czystek stalinowskich był represjonowany; pośmiertnie zrehabilitowany.

## Twórczość
Początkowo pisał realistyczno-obyczajowe nowele o życiu robotników, mieszczaństwa i inteligencji, następnie powieści agitacyjne oraz o budowie socjalizmu. Stworzył także powieść historyczną Mistrz i utwory dla dzieci. Członek grup literackich Kuznica i Oktiabr'.
Wybrane powieści:
- Szare dni (1925)
- Iwan Brynda (1925)[3]
- Pod latarnią (1927)[1]
- Kobieta (1929)[1]
- Miłość budowniczych jutra (1929)[3]
- Przeciwny wiatr (1930)[1]
- Jedność (1933)[1]
- Mistrz (1935−1937)[1]